# Équipe de France de basket-ball en 1943
L'Équipe de France de basket-ball en 1943.

## Les matches
| Date        | Lieu     | Adversaire | Score   | Compétition | Meilleurs marqueurs (France) |
| 8 mars 1943 | Toulouse | Espagne    | V 25-24 | A           |                              |

D : défaite, V : victoire
A : Amical

## L'équipe
- Sélectionneur :
- Assistants :

| Poste | Joueur             | Nombre matchs | Nombre points | Club(s) 1943 |
| -     | Robert Busnel      | 1             | -             | FC Grenoble  |
| -     | Georges Coulon     | 1             | -             | Paris UC     |
| -     | Wladimir Fabrikant | 1             | -             | FC Grenoble  |
| -     | Henri Lesmayoux    | 1             | -             | Championnet  |
| -     | Jean Nichil        | 1             | -             | Toulouse UC  |
| -     | Étienne Roland     | 1             | -             | US Métro     |
| -     | André Siener       | 1             | -             | ASC Est      |
| -     | André Tartary      | 1             | -             | US Métro     |

## Faits et anecdotes
Il s'agit de la première confrontation entre les deux équipes.

## Sources et références
- CD-rom : 1926-2003 Tous les matchs des équipes de France édité par la FFBB.